# آرمان‌شهر (فیلم ۲۰۱۳)
«آرمان‌شهر» (انگلیسی: Utopia (2013 film)) فیلمی در ژانر مستند به کارگردانی جان پیلگر است که در سال ۲۰۱۳ منتشر شد.